# Solaris Urbino 18 electric
| Braunschweig |

| Hamburg |

| Berlin |

| Barcelona |

| Bonn |

| Braunschweig |

| Hamburg |

| Berlin |

| Barcelona |

| Bonn |

Der Solaris Urbino 18 electric ist ein Batterie-Gelenklinienbus mit einer Länge von 18 Metern, der vom polnischen Nutzfahrzeughersteller Solaris Bus & Coach gefertigt wird. Konzeptionell gehört das Fahrzeug der Linienbus-Baureihe Urbino an. Das Fahrzeug wird auch als Urbino 18.75 electric mit einem leicht verlängerten Wagenkasten angeboten.
Im Zuge verschiedener Förderprojekte für die Erprobung der Nutzung regenerativer Energien im öffentlichen Personennahverkehr wird das Fahrzeug seit Ende 2014 von der Braunschweiger Verkehrs-GmbH und der Hamburger Hochbahn im Linienverkehr eingesetzt.
Zusammen mit dem Batterie-Midibus Urbino 8,9 LE electric und dem Batterie-Solobus Urbino 12 electric bildet der Urbino 18 electric eine Produktpalette.
Ebenfalls über elektrischen Antrieb verfügen die Solaris-Oberleitungsbusse der Bauserien Trollino 12 (zweiachsiger Solowagen), Trollino 15 (dreiachsiger Solowagen) und Trollino 18 (Gelenkwagen).

## Technik und Ausstattung

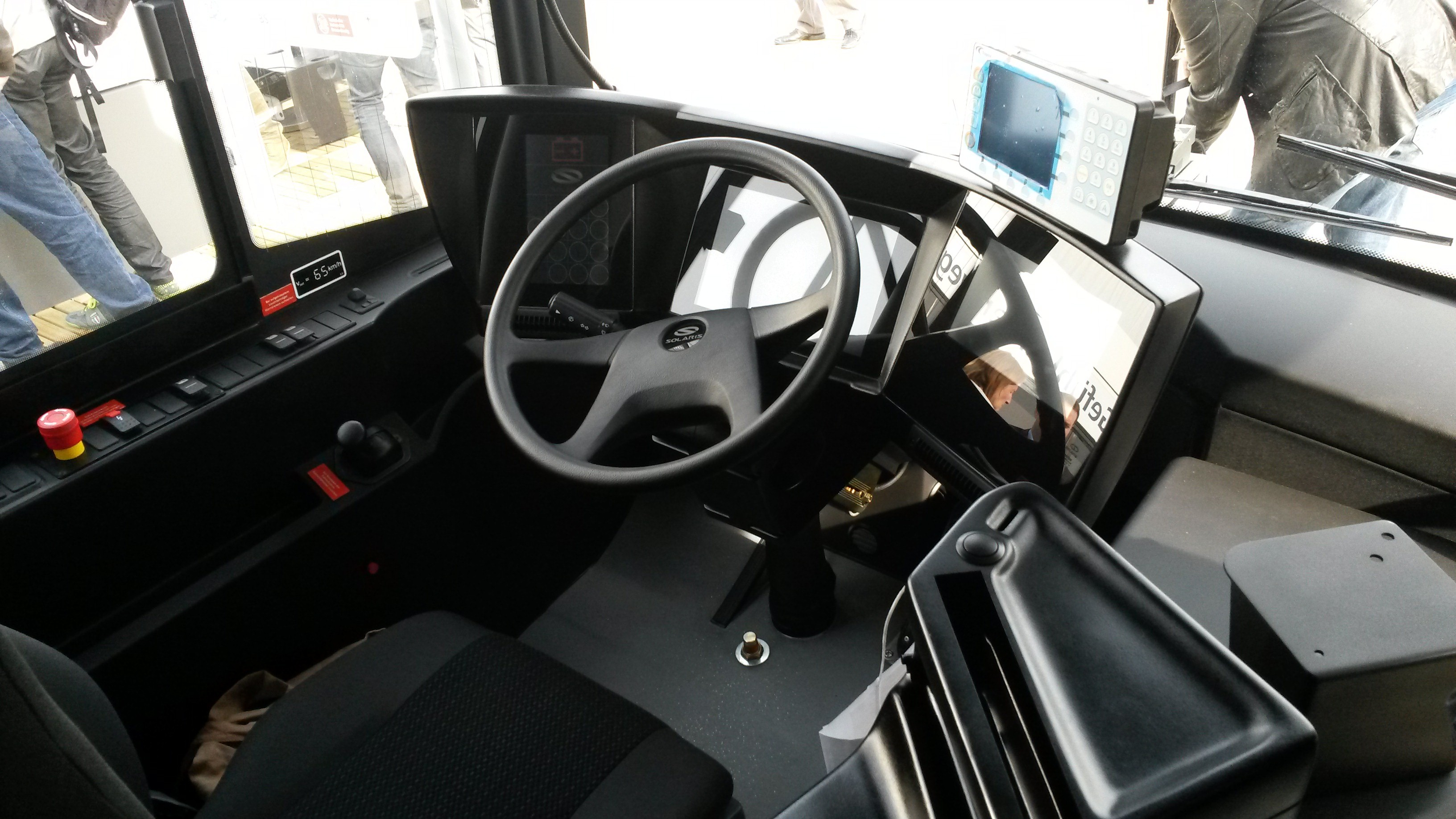
Fahrerarbeitsplatz mit Touchscreen-Displays in einem Braunschweiger Solaris Urbino 18 electric Gelenkbus

Die Gelenkbusse werden auch mit einem Induktivladesystem vom Typ Bombardier Primove angeboten. Dies ermöglicht die Verwendung einer relativ kleinen Traktionsbatterie, die auf dem Dach des Nachläufers untergebracht ist und eine Kapazität von 90 kWh liefert. Standardmäßig kommen hierfür Lithium-Ionen-Batterien zum Einsatz. Auch eine Brennstoffzellen-Lösung von Ballard mit 101 kW wird mittelfristig angestrebt, wobei die Hauptlast dann durch eine Lithium-Eisenphosphat-Traktionsbatterie mit 120 kWh getragen werden soll.
Angetrieben wird der Gelenkbus von einem 240 kW starken Asynchronmotor im Nachläufer. Das Energiemanagement und die elektrische Ausrüstung der Wagen wird von Kiepe Electric zugeliefert.
Die Achsen und das Lenksystem vom Typ Servocom werden in der Basiskonfiguration von ZF zugeliefert. Die Vorderachse wird standardmäßig als Einzelradaufhängung realisiert, eine Starrachse ist hier als Option erhältlich. Ferner arbeitet im Fahrzeug ein Elektronisches Bremssystem (EBS) mit Antiblockiersystem und Antriebsschlupfregelung. Gegenüber dem Urbino-Basismodell wurde bei der Karosserie aus rostfreiem Stahl zusätzliches Gewicht eingespart. Bei der Beblechung der Seitenwände kommen zudem Aluminiumpaneele zum Einsatz.
Der Urbino 18 electric ist wahlweise mit drei oder vier Fahrgast-Doppeltüren erhältlich, wobei am vorderen Einstieg auch eine Einzeltür realisiert werden kann. Je nach Ausstattung weist der Wagen bis zu 51 Sitzplätze auf.
Für die Beleuchtung setzt der Hersteller fahrzeugübergreifend auf LED-Technik. Die Bedienelemente auf dem Fahrerarbeitsplatz wurden durch mehrere Touchscreen-Monitore ersetzt.

## Einsatzorte

### Braunschweig
Wie bereits bei der 12-Meter-Version des Solaris Urbino electric war die Braunschweiger Verkehrs-GmbH auch beim 18 Meter langen Batterie-Gelenkbus Erstkunde. Im Zuge des Förderprojekts EMIL (Elektromobilität mittels induktiver Ladung) wurden Ende 2014 vier Urbino 18 electric nach Braunschweig geliefert. Bis 2016 war die Lieferung von zwei weiteren Fahrzeugen vorgesehen. Geplant war zunächst ein Einsatz auf der Ringbuslinie M19 (seit 2016 Linie 419), die ausgehend vom Braunschweiger Hauptbahnhof gegen den Uhrzeigersinn dem wilhelminischen Stadtring folgt. Diese wurde für den Betrieb mit dem Primove-Induktivladesystem entsprechend umgerüstet: In der Wendeschleife Hauptbahnhof und etwa auf halbem Streckenverlauf an der Haltestelle Hamburger Straße wurden entsprechende Ladestationen eingerichtet, über die die Busse berührungslos mit Strom versorgt werden können.
Der erste Gelenkwagen wurde vom 23. bis 26. September 2014 auf der InnoTrans in Berlin am Stand von Bombardier Transportation, das die Primove-Technik zuliefert, der Öffentlichkeit vorgestellt. Die Inbetriebnahme war für Herbst 2014 vorgesehen. Die Braunschweiger Fahrzeuge waren die ersten rein elektrisch betriebenen Batterie-Gelenkbusse in Deutschland, die im Linienverkehr eingesetzt wurden.
Die Gelenkfahrzeuge erhalten analog zum bereits zuvor nach Braunschweig gelieferten 12-Meter-Batteriebus 1401 eine vom rot-weißen Standardfarbschema der Verkehrs-GmbH abweichende Beklebung in Weiß/Grün, die auf die Unterschiede zu den Dieselbussen aufmerksam machen soll.

### Freiburg im Breisgau
Derzeit fahren in Freiburg im Auftrag der VAG insgesamt 10 Solaris 18 electric mit 46 Sitzplätzen und 100 Stehplätzen.

### Hamburg
Für den Einsatz in der Hansestadt bekam die Hamburger Hochbahn Ende 2014 zwei 18,75 Meter lange Solaris Elektro-Gelenkbusse. Anstelle eines Induktivladesystems wurden die Wagen mit einem Plug-in-System und einer Brennstoffzelle, die als Range Extender arbeitet, ausgeführt. Der Verbrauch der Brennstoffzelle vom Typ FCvelocity HD7 wird mit rund 13 kg H2 je 100 km angegeben.

Haupteinsatzgebiet der beiden Gelenkwagen war zunächst die Linie 109 (Hauptbahnhof – U Alsterdorf), auf der die Hochbahn verschiedene innovative Antriebsarten unter gleichen Bedingungen testete. Die Linie 109 wurde zu dieser Zeit als „Innovationslinie“ bezeichnet, im Dezember 2019 wurde sie zur Metrobuslinie 19.

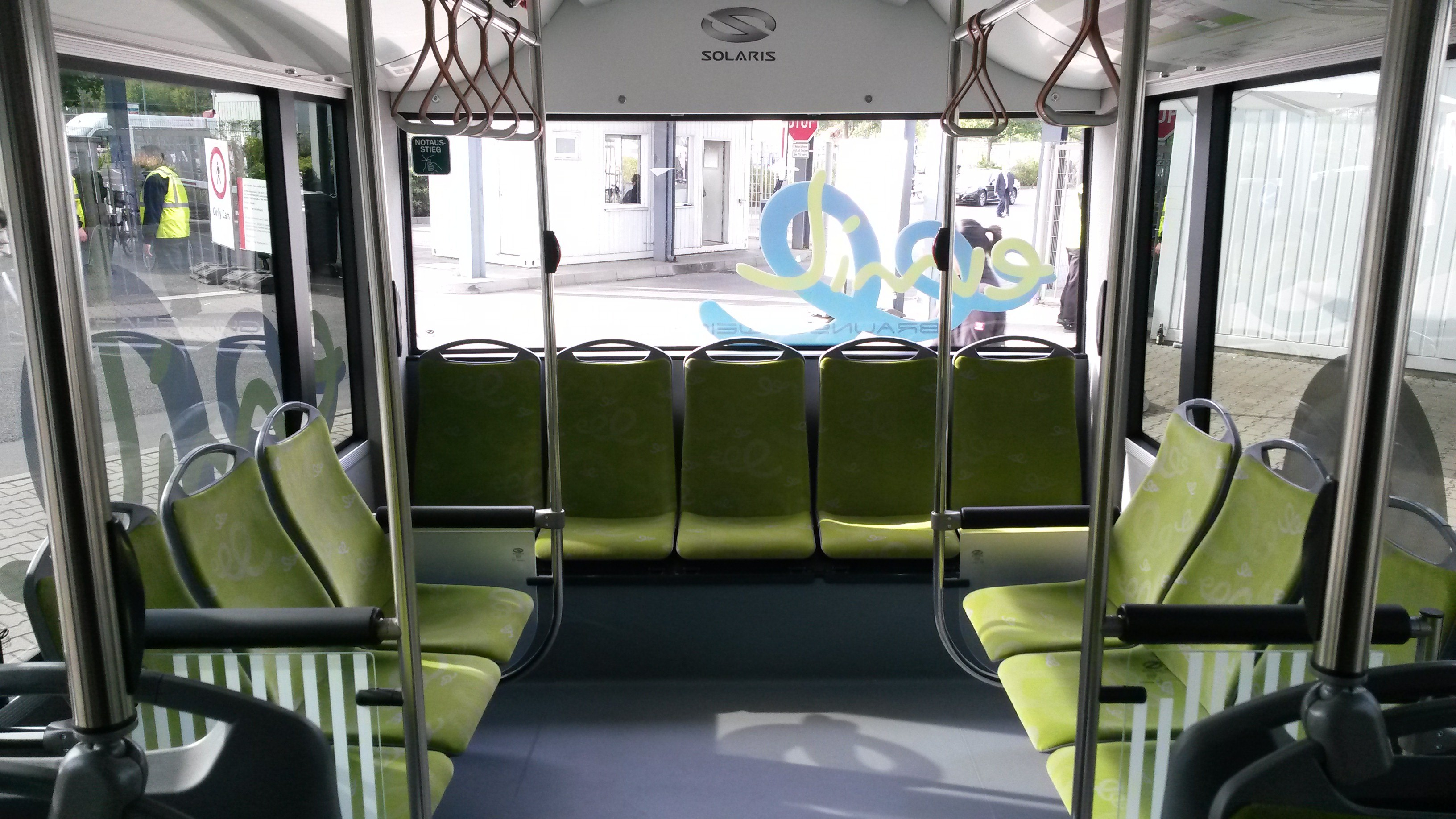
Durch die Verlagerung der Batterie auf das Dach des Nachläufers entsteht mehr Sitzplatz im Heckbereich des Busses

Neben den beiden Solaris Urbino 18,75 electric kommen hier auch vier reine Brennstoffzellenhybrid-Solobusse vom Typ Mercedes-Benz Citaro BZH, fünf Gelenk-Dieselhybridbusse Mercedes-Benz Citaro GDH, fünfzehn Gelenk-Dieselhybridbusse vom Typ Volvo 7900 LH Hybrid, fünf Dieselhybridbusse Volvo 7900 Hybrid und drei Plug-in-Batteriebusse Volvo 7900 electric zum Einsatz. Zusätzlich verfügte die Hochbahn damals über zwei Doppelgelenkbusse mit Hybridantrieb vom Typ Hess lighTram Hybrid, die vorwiegend auf der stark frequentierten Metrobuslinie 5 liefen.

### Barcelona
Als Teil des EU-finanzierten ZeEUS-Projekts wurden bei der TMB Barcelona am 21. September 2016 zwei rein elektrisch betriebene Gelenkbusse des Typs Urbino 18 in Dienst gestellt.
Die viertürigen Gelenkfahrzeuge bieten 110 Fahrgästen Platz und werden über Elektromotoren mit 270 kW Leistung angetrieben. Die insgesamt drei Batterien sind für unterschiedliche Ladezeiten ausgelegt: Am Tag, während des Linienbetriebs auf der Buslinie H16 (Passeig de la Zona Franca – Fòrum), erfolgt die Schnellladung über spezielle Stationen der Firma Endesa. Die Ladesäulen, die im Carrer del Cisell im Bereich der Endhaltestelle Plaça del Nou unweit der Zona Franca und am anderen Linienende im Bereich des Fòrum aufgestellt wurden, sorgen mittels auf dem Fahrzeugdach installierten Pantographen für eine Übertragung des Ladestroms. Nachts im Depot Triangle werden die Busse in einem langsamen Verfahren aufgeladen. Das Zwischenladen am Tag ermöglicht den Einsatz von kleineren Batterien mit einer Kapazität von 120 kWh, die weniger Gewicht haben.
Die beiden Urbino 18 der TMB mit den Nummern 1109 und 1110 sind die ersten ausschließlich batterieelektrisch betriebenen Gelenkbusse Spaniens.

### Bonn
In Bonn werden seit 2020 drei Urbino 18E eingesetzt.
Auf Wunsch der SWB wurde die Sitzkonfiguration so umgestellt, dass 44 Sitzplätze zur Verfügung stehen, davon 12 stufenlos erreichbar.

### Berlin

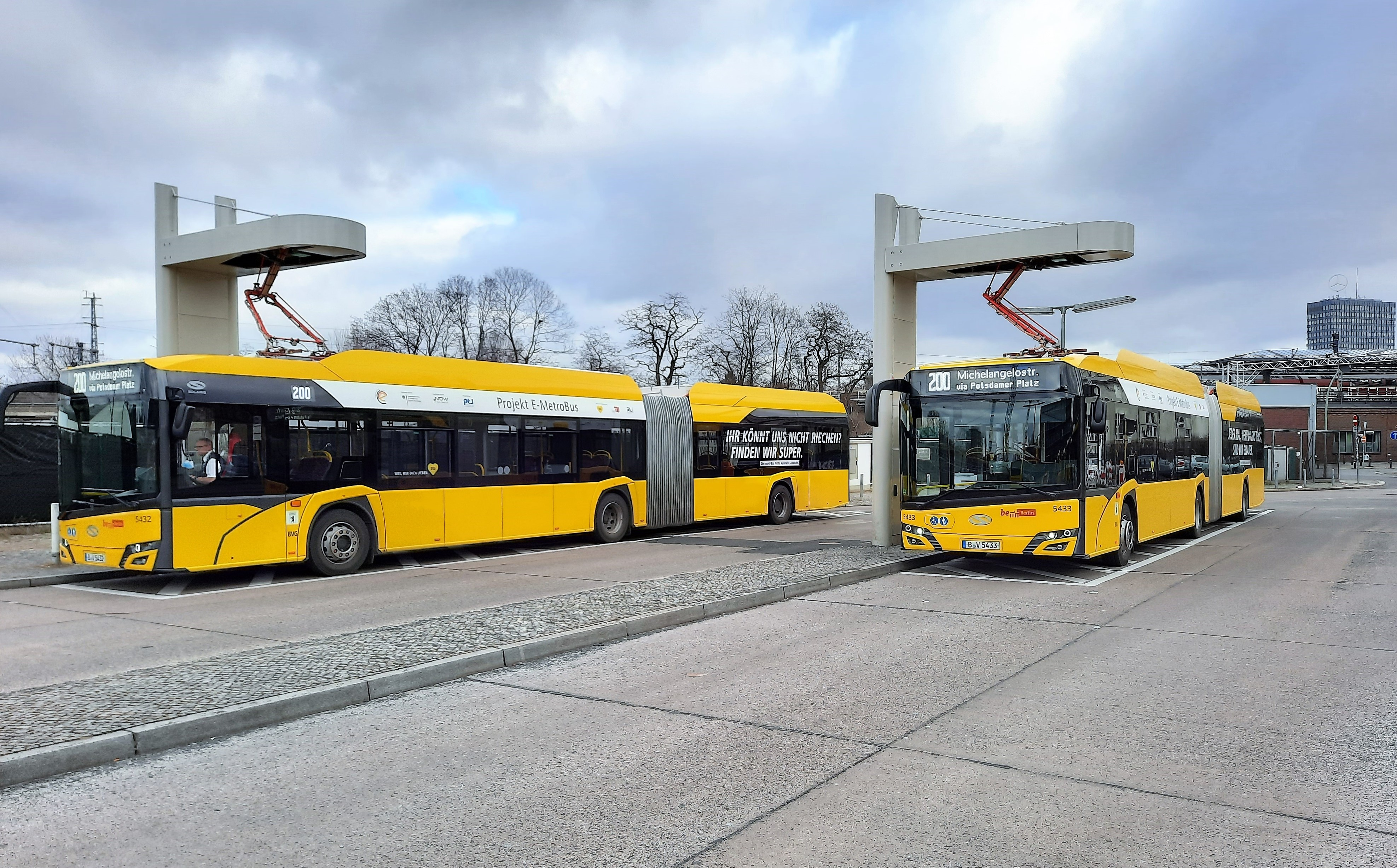
Solaris Urbino 18 electric mit Pantographen an der Endstelle Herzallee in Berlin-Charlottenburg.

Berlin hat unter dem Namen "Projekt E-MetroBus" im Jahr 2020 17 Fahrzeuge des Typs Urbino 18 electric bei Solaris in Dienst gestellt. Dabei sind die Fahrzeuge die ersten Gelenk-Batteriebusse bei der BVG in Berlin. Die Fahrzeuge verfügen, anders als alle anderen E-Busse in Berlin, über einen Pantographen, mithilfe dessen die Busse an den Endstellen Hertzallee in Charlottenburg und Michelangelostraße in Prenzlauer Berg laden können. Für das Laden im Betriebshof in der Indira-Gandhi-Straße besitzen die Busse ebenfalls die Möglichkeit über Plug-In zu laden.
Die Kosten des Projekts belaufen sich dabei auf ca. 16,7 Mio. € wobei der Großteil durch die BVG selber finanziert wurde, 4,3 Mio. € wurden durch das Bundesverkehrsministerium bereitgestellt.
Die Fahrzeuge werden häufig auf der Linie 200 eingesetzt, da diese zwischen beiden Endstellen mit Lademöglichkeit verkehrt, ein Einsatz auf Linien ohne Lademöglichkeit ist jedoch auch nicht selten.

### Dortmund
Die DSW21 bestellten im März 2022 30 Fahrzeuge für den Einsatz auf den Linien 437, 440 und 470, die zusammen mit der dafür erforderlichen Lade- und Instandhaltungsinfrastruktur 37,9 Mio. € kosten, wovon 13,6 Mio. € durch Fördergelder und 24,6 Mio. € aus eigenen Mitteln finanziert werden. Aus Kostengründen wird dabei auf Ladesäulen entlang der Strecke verzichtet, stattdessen werden die Fahrzeuge, die als Schnelllader ausgeführt sind, tagsüber im Betriebshof aufgeladen. Das erste Fahrzeug wurde am 24. November geliefert und der Einsatz im Plandienst ist ab Frühjahr 2023 geplant.

### Kassel
Nach einer europaweiten Ausschreibung der Kasseler Verkehrs-Gesellschaft über zwölf Elektrobusse erhielt Solaris die Bestellung für acht Solaris Urbino 18 electric und vier Solaris Urbino 12 electric. Die Busse wurden im Dezember 2023 geliefert. Die sechs Nickel-Mangan-Cobalt-Akkumulatoren haben eine Kapazität von jeweils 88 Kilowattstunden. Die neue Ladeinfrastruktur baute SBRS auf.

## Belege
1. ↑  Solaris Urbino electric - the customer’s choice. Transport Weekly vom 17. April 2014, abgerufen am 27. September 2014.
2. ↑  Ein Kraftakt für den Klimaschutz: Was der Umstieg auf E-Busse für die VAG in Freiburg bedeutet, auf blog.vag-freiburg.de
3. ↑  Barcelona unveils two electric articulated buses and en-route rapid-charging station. Pressemitteilung der UITP vom 28. September 2016.
4. ↑  Doro Raht: 3 Solaris Elektro-Gelenkbusse für Bonn. Abgerufen am 5. Juni 2021.
5. ↑  3 Solaris Elektro-Gelenkbusse für Bonn. Solaris Pressestelle, abgerufen am 5. Juni 2021.
6. ↑  Berlin flottet neue Elektrobusse ein, darunter den ersten E-Gelenkbus. In: ecomento.de. 10. April 2020, abgerufen am 11. Juni 2023.
7. ↑  Berliner Linienchronik. Abgerufen am 11. Mai 2025.
8. ↑  Frisch eingetroffen: Der erste von 30 Solaris Urbino 18 electric für Dortmunds DSW 21. In: Urban Transport Magazine. 29. November 2022, abgerufen am 4. Dezember 2022.
9. ↑  Stefanie Küster: Warum Kassel für E-Busse eine Herausforderung ist. In: Hessenschau. 12. Oktober 2023, abgerufen am 30. Januar 2024.